# تقدیر (مجموعه تلویزیونی)
تقدیر (به انگلیسی: The Power of Destiny) یک سریال لاتین است که توسط کمپانی تلویزا تولید شده. در این سریال داوید زپدا و ساندرا اچوریا نقش آفرینی کرده‌اند..
این سریال در مراسم اسکارهای لاتین TNV برنده ۵ جایزه شده. همچنین برترین سریال تله‌نوولا در سال ۲۰۱۲ می‌باشد.